# Suïssa
Suïssa (alemany: die Schweiz, francès: la Suisse, italià: Svizzera, romanx: Svizra, llatí: Helvetia), oficialment la Confederació Suïssa (alemany: Schweizerische Eidgenossenschaft; francès: Confédération Suisse; italià: Confederazione Svizzera; romanx: Confederaziun svizra; llatí: Confœderatio Helvetica), és un Estat alpí sense accés al mar localitzat a Europa central, i amb una superfície de 41.285 km². Suïssa és una república federal integrada per 26 cantons. Berna és la seu de la federació, i la capital de facto, mentre que els centres econòmics són les ciutats globals de Ginebra i Zúric. Suïssa gaudeix d'alts nivells de llibertat econòmica, d'immigrants i d'un ambient de negocis internacional.
Limita amb Alemanya, França, Itàlia, Àustria i Liechtenstein. Ha tingut una llarga història de neutralitat—no ha estat en guerra des de 1815—i és seu de moltes organitzacions internacionals, com ara la Creu Roja, l'Organització Mundial de Comerç i les oficines europees de l'ONU. Suïssa és un estat multilingüe; quatre són les llengües oficials: alemany, francès, italià i romanx. Suïssa s'establí l'1 d'agost de 1291 i en aquesta data s'hi celebra cada any la festa nacional.

## Toponímia
El nom de "Suïssa" prové del nom de la localitat de Schwyz, de la qual es té constància des del 972 del poble de Suittes, i potser relacionat amb la paraula del vell alt alemany suedan, "cremar". El nom s'estengué per referir-se a l'àrea dominada per Schwyz (el cantó de Schywz) i després per referir-se a l'Antiga Confederació Suïssa.
Suïssa és coneguda com la Confederació Suïssa des de 1803. Aquesta designació, tanmateix, fou utilitzada per primera vegada en alemany, en un document que data de la guerra dels trenta anys. No esdevingué d'ús comú sinó fins al segle xviii, tot i que no era ni oficial ni única, ja que les designacions "Cos helvètic" (Corps helvétique), Magna Liga, Ligues i Helvètia també s'utilitzaven. La designació Confederació Suïssa no es troba en l'Acta de Mediació de 1803, tot i que Napoleó Bonaparte portà el títol de "Mediador de la Confederació Suïssa" en aquella ocasió. La primera vegada que se'n fa ús, de manera legal, és en l'article 15è del pacte federal de 1815.
El nom oficial, en llatí, Confœderatio Helvetica fa referència a Helvètia, nom que designava la regió d'Europa central entre els Alps i la Serralada del Jura, que correspon a la regió occidental de l'actual Suïssa. El nom, al seu torn, prové del grup celta Helvetiï que hi immigraren des del sud d'Alemanya fins a enfrontar-se als romans. Els romans els expulsaren al territori actual de Suïssa i fundaren la província d'Helvètia el 15 dC.

## Geografia física

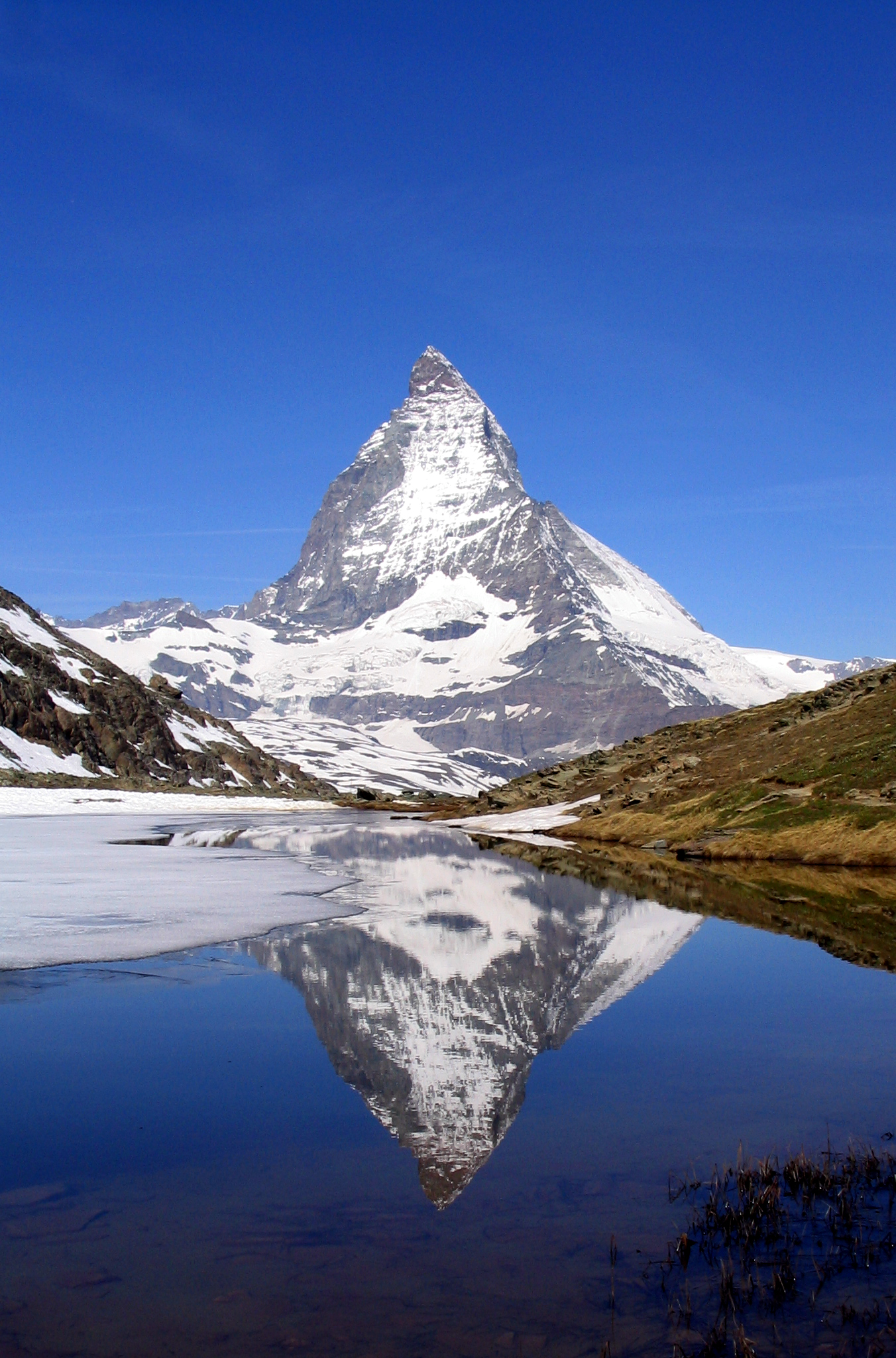
El Matterhorn

El paisatge suís es caracteritza pels Alps, una alta cadena muntanyosa que discorre a través de la zona central i sud del país. Entre els alts pics dels Alps Suïssos destaca el Pic Dufour, que assoleix els 4.634 metres per sobre del nivell del mar. Al Pic Dufour es troben nombroses valls, algunes fins i tot amb glaceres. D'aquest lloc emergeixen alguns dels rius principals d'Europa, entre ells el Rin, el Roine, l'Inn, i l'Udolara o Ticino, i aquests arriben fins a alguns llacs, com per exemple el Llac Leman, el Llac de Zúric, el Llac Neuchâtel, el Llac de Constança i el llac Verbà al cantó de Ticino. La part del nord de Suïssa, la més poblada, és més oberta, però encara és mitjanament muntanyosa.
El clima suís és generalment temperat, però amb grans variacions entre les localitats; condicions glacials a les muntanyes, fins al clima mediterrani de l'extrem sud del país. Els estius són càlids i de vegades humits, amb precipitacions periòdiques ideals per al pasturatge. Els hiverns són freds amb precipitació en forma de neu en les grans altituds, i en les terres de menor altitud l'hivern és boirós. Un fenomen climàtic conegut com el Föhn pot ocórrer en qualsevol estació de l'any, fins i tot durant l'hivern, i es caracteritza per un corrent d'aire calent mediterrani que creua els Alps des d'Itàlia. Les valls del sud experimenten climes més secs i més freds, amb neu abundant durant l'hivern.

## Política i govern

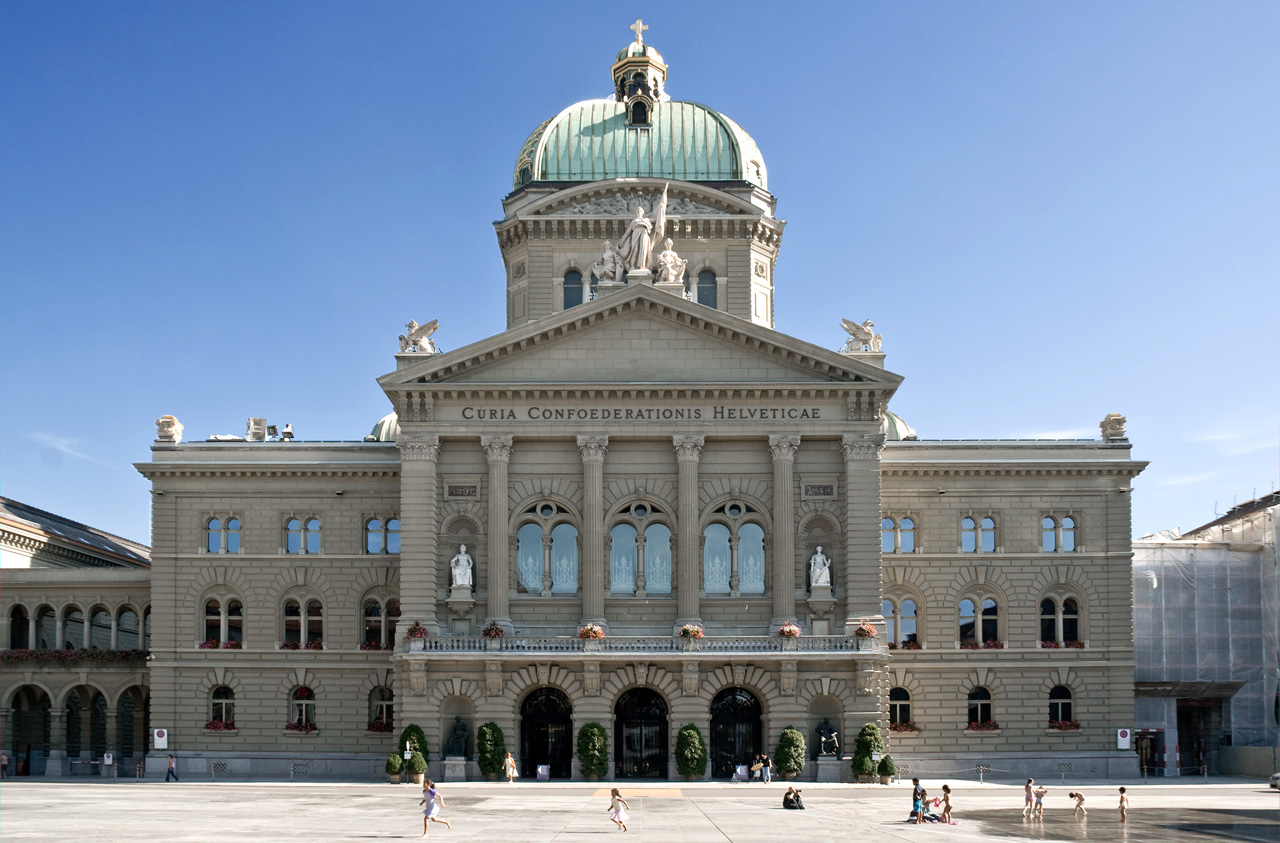
El Palau Federal, al cantó de Berna, seu de l'Assemblea Federal de Suïssa

L'estructura de l'organització política de Suïssa es basa en tres nivells: Municipi, Cantó i Confederació. Aquests tres àmbits gaudeixen d'una àmplia autonomia. En cas de dubte, la presa de decisions té lloc en l'àmbit cantonal o municipal. Aquesta circumstància permet que el nivell més davall de l'esfera política nacional, el Municipi, tinga també un alt grau d'autonomia. Les matèries que el Municipi no estiga en condicions de reglamentar per si sol són assumides pel Cantó, les competències del qual, al seu torn, són complementades per les de la Confederació. Aquesta actitud de coordinació i suport es denomina subsidiarietat. Aquesta evita la preponderància d'una administració central i només concedeix accions de suport a la Confederació.

### Estructura constitucional
Amb origen en el terme llatí "confederatio", el concepte de federalisme té com a finalitat la unió d'ens estatals equiparables, la sobirania de la qual ha de quedar garantida per aquesta. El federalisme suís es caracteritza pel seu interès a mantenir l'autonomia dels Cantons, la qual cosa suposa un principi del quefer polític del país: prendre el nombre més gran possible de decisions de forma descentralitzada.
La constitució federal de Suïssa, aprovada el 18 d'abril, 1999 és la tercera i actual constitució federal de la Confederació. Estableix la Confederació com a república federal de 26 cantons, i inclou una sèrie de drets individuals i populars, com ara el dret al referèndum popular per aprovar les lleis federals i les esmenes constitucionals, i descriu les responsabilitats dels cantons i del govern de la Confederació.
El Parlament Suís està format per dues cambres: 
- el Consell d'Estats, integrat per 46 representants, dos per cada cantó, i u per cada mig-cantó, electes segons el sistema aprovat pel cantó; i
- el Consell Nacional de Suïssa, integrat per 200 membres, electes segons el sistema de representació proporcional, segons la població de cada cantó.

Els membres d'ambdues cambres són elegits per un mandat de quatre anys. Quan les dues cambres es reuneixen en sessió conjunta, es coneixen com a Assemblea Federal de Suïssa. Per mitjà del referèndum, els ciutadans poden qüestionar qualsevol llei aprovada pel parlament, i per mitjà de les iniciatives, poden introduir esmenes a la constitució federal, un sistema conegut com a democràcia directa.

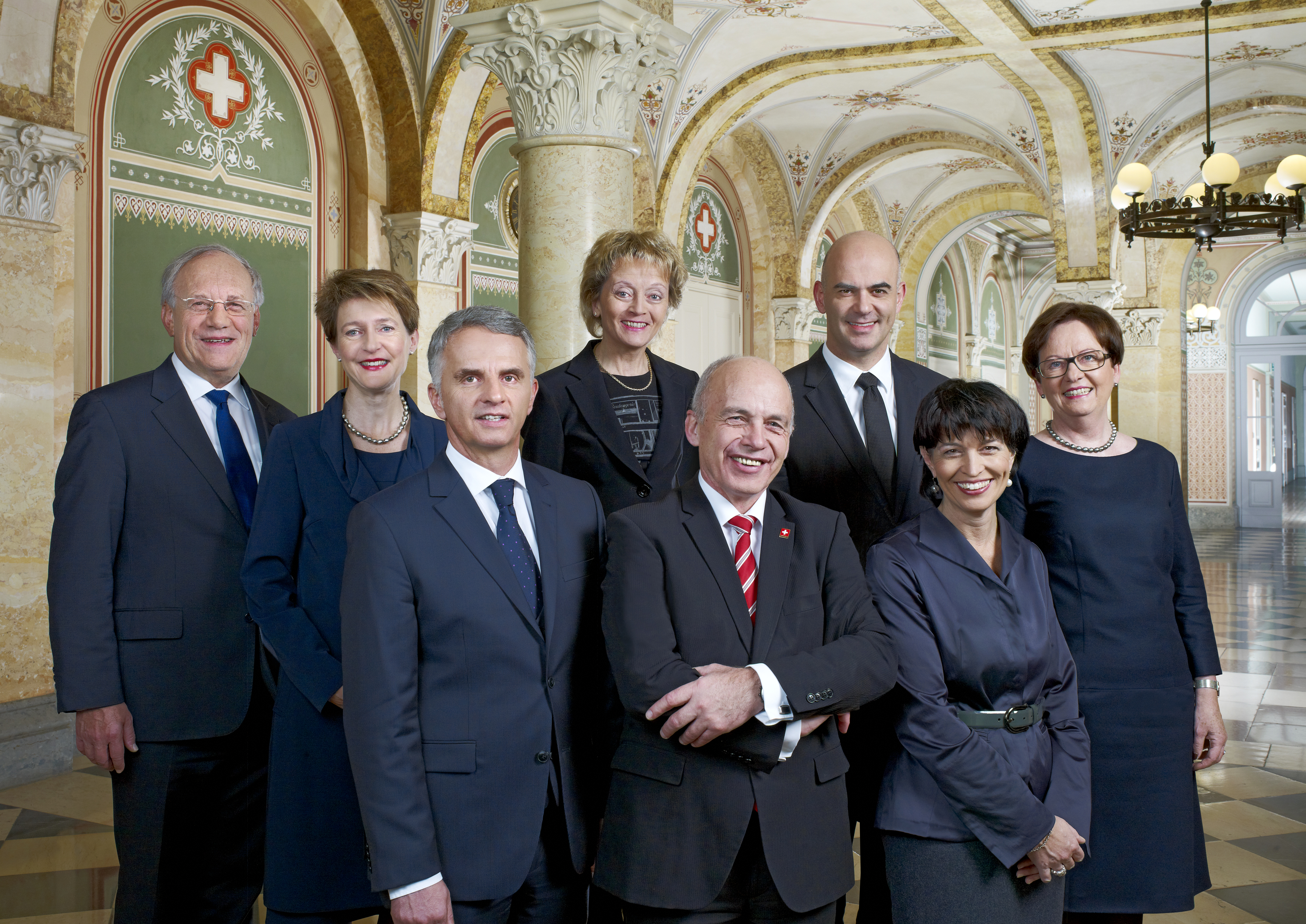
El consell Federal Suís i el canceller federal de Suïssa, el 2013

El Consell Federal Suís és el govern federal suís, que ostenta el poder executiu i dirigeix l'administració federal suïssa, com a cap d'Estat col·lectiu. És un cos col·legial integrat per set membres, electes per un mandat de quatre anys per l'Assemblea Federal. El President de la Confederació Suïssa és elegit per l'Assemblea d'entre els set membres del Consell, tradicionalment de manera rotatòria, per un període d'un any. Tanmateix és considerat un primus inter pares, amb cap poder addicional que no pas la resta dels seus companys.
La Suprema Cort Federal de Suïssa, màxim cos de la judicatura, està integrat per jutges electes per l'Assemblea General per un període de sis anys.

### Democràcia directa
Els ciutadans suïssos són subjectes a tres jurisdiccions legals: la comuna, el cantó i el nivell federal. Des de la constitució de 1848, i confirmat per la constitució de 1999, hi existeix un sistema de democràcia directa. Els instruments de la democràcia directa, a nivell federal, es coneixen com a "drets cívics" (Volksrechte o droits civiques), i inclouen el dret a sotmetre una "iniciativa constitucional" i el dret a fer un referèndum. Per mitjà del referèndum, un grup de ciutadans poden rebutjar una llei que ha estat aprovada pel parlament; si aconsegueixen 50.000 signatures en contra de la llei en 100 dies. En el referèndum, els votants decideixen, per majoria simple si accepten o rebutgen la llei. Vuit cantons junts també poden convocar un referèndum.
De manera similar, una "iniciativa constitucional" permet als ciutadans de proposar una esmena constitucional per mitjà del vot nacional, si aconsegueixen 100.000 signatures en 18 mesos. Les esmenes constitucionals, sia introduïdes per una iniciativa ciutadana, o pel parlament mateix, han de ser acceptades per majoria doble, és a dir, per mitjà del vot popular a nivell confederal i en cada un dels cantons.

### Subdivisió administrativa
La Confederació Helvètica és composta de 26 cantons:
| - Argòvia - Appenzell Ausser-Rhoden - Appenzell Inner-Rhoden - Basilea-Ciutat - Basilea-Camp - Berna - Friburg | - Ginebra - Glarus - Grisons - Jura - Lucerna - Neuchâtel - Nidwalden | - Obwalden - Santk Gallen - Schaffhausen - Solothurn - Schwyz - Ticino - Turgòvia | - Uri - Valais - Vaud - Zug - Zúric |

Els cantons estan dividits en 2.889 municipis. Cada cantó té la seua pròpia constitució, poder legislatiu, govern i corts.

## Economia

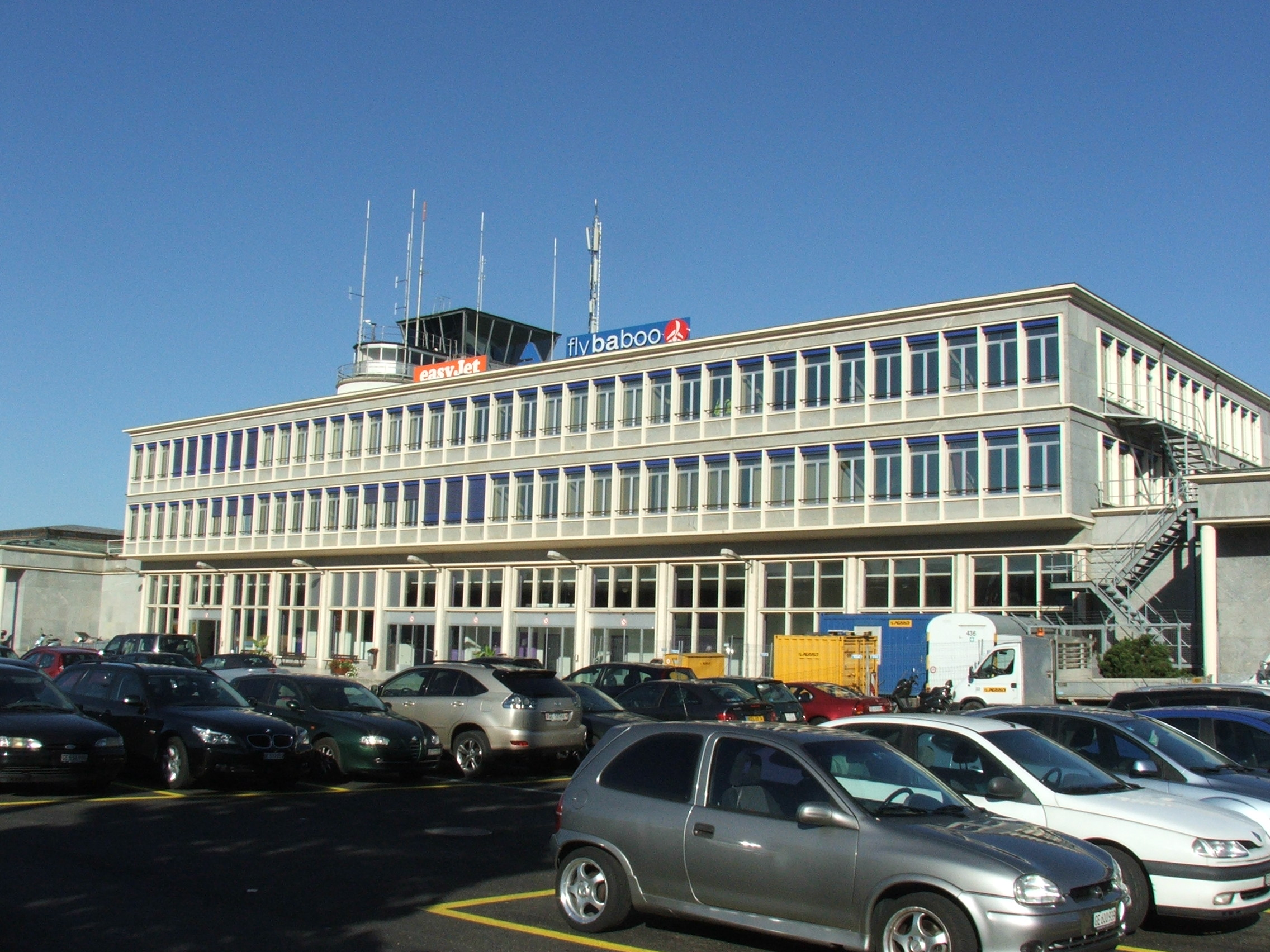
Aeroport de Ginebra

Tot i tenir pocs recursos naturals en ser un Estat molt petit, a més de no tenir accés al mar, la seva localització central a Europa ha permès el país pugui importar la matèria primera que li manca i la transforma en productes d'alta qualitat per a l'exportació, desenvolupant així un sistema de transport molt organitzat així com una indústria del turisme important. Actualment Suïssa té una de les economies capitalistes més estables i modernes del món; i ocupa la segona posició a Europa en l'Índex de Llibertat Econòmica de l'edició del 2004. El sector públic sempre ha tingut una participació mínima, i el nivell general d'impostos va representar el 29,2% del Producte interior brut (PIB) el 2007, nivell similar al dels Estats Units i Irlanda. El PIB nominal per capita és superior al de les economies més grans d'Europa, amb la sisena posició mundial; ajustat a paritat de poder adquisitiu n'ocupa la sisena posició. Segons el Report de Competitivitat Global del Fòrum Econòmic Mundial, Suïssa és la segona economia més competitiva del món. Suïssa és la llar de diverses corporacions multinacionals; entre elles, Nestlé, UBS AG, Zurich Financial Services, Credit Suisse, Novartis, Roche, ABB, Swiss Re i The Swatch Group. Els químics són els béns de major exportació (34% de tots els béns d'exportació), seguits de la maquinària i els aparells electrònics (20,9%) i els instruments de precisió/rellotges (16,9%). Suïssa té un dels mercats laborals més lliures d'Europa. La taxa d'atur va augmentar d'un mínim d'1,7% el juny del 2000 a un màxim de 3,9% el setembre del 2004; el febrer del 2008 es va reduir al 2,8%. Suïssa és un país amb facilitat per als negocis atesos el nivell baix d'impostos i la llibertat del mercat laboral.
Tot i que Suïssa va negociar un tractat de comerç especial amb la Comunitat Europea—després la Unió Europea—el 1972, la població no ha volgut unir-s'hi; tanmateix és membre de l'Associació Europea de Lliure Comerç (AELC). El 1992 la població va votar en contra de la creació d'un nou bloc comercial per substituir l'AELC, l'Àrea Econòmica Europea; no seria sinó fins al 2000 que la població va ratificar el nou acord.

## Geografia humana i societat

### Demografia

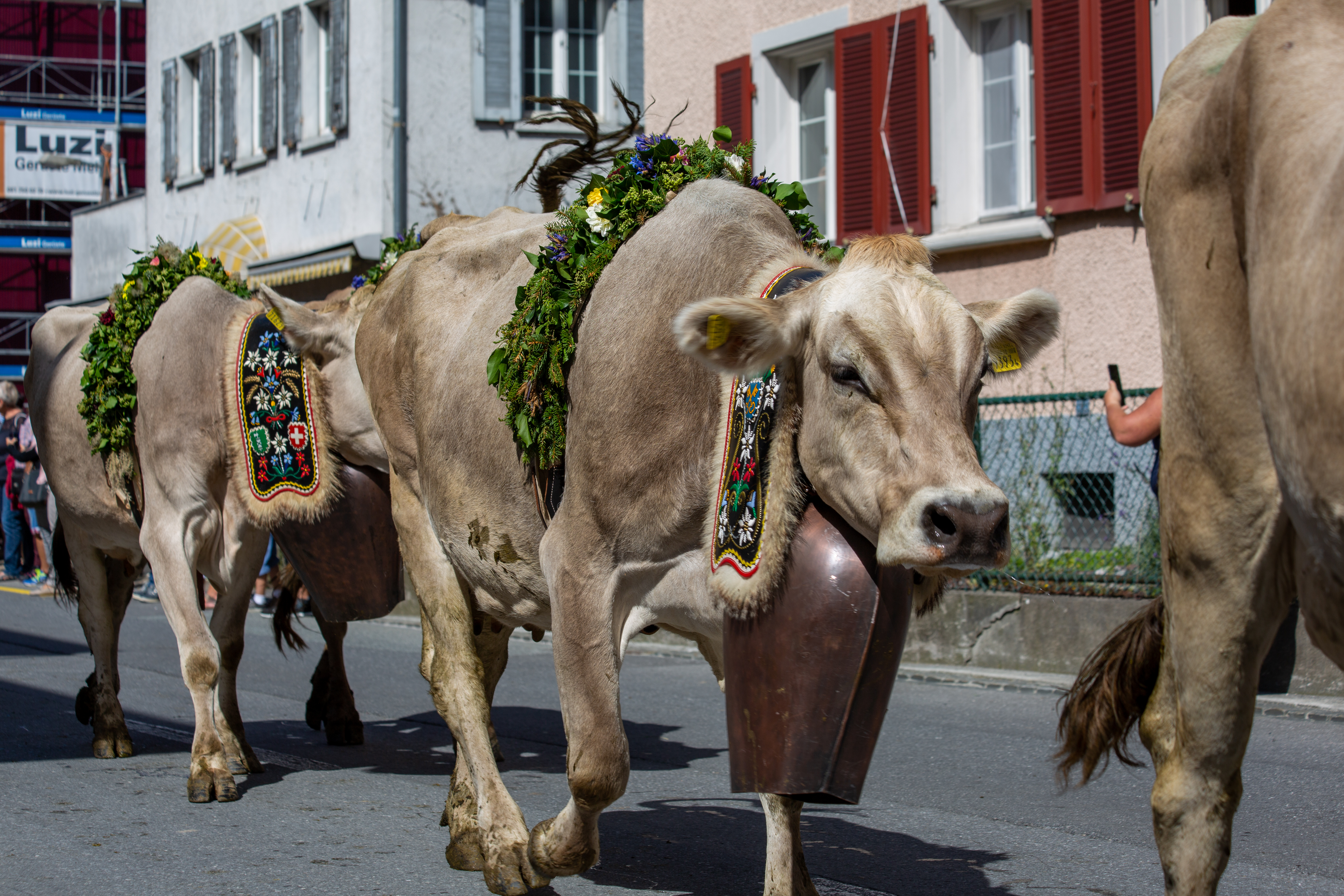
Almabtrieb a Mels el 2019.

El gener del 2008, Suïssa tenia una població estimada de 7,5 milions d'habitants dels quals 1,6 milions eren estrangers. Després d'un decenni d'estancament poblacional, la població del país ha reprès la seva tendència ascendent, malgrat tenir una de les taxes de fecunditat més baixes d'Europa i una tendència negativa. El creixement, per tant, s'ha degut principalment a l'arribada dels estrangers i habitants
El creixement de la població suïssa en el 2005 haurà de ser del 0,4%; la taxa de fecunditat s'ha previst, pel mateix període, a 1,42 nens per dona. La mortalitat infantil serà de 4,1 per cada 1.000 habitants, i s'espera que l'esperança de vida sigui de 81,7 anys i la població urbana de 75,2% pel mateix període. El nombre de doctors per cada mil habitants és de 3,9. El 15,8% de la població és menor dels 14 anys, el 68,2% entre els 15 i el 64, i el 16% és major dels 65.
A finals de 2021, Suïssa tenia una població resident permanent de 8.738.791 habitants. Hi havia un 25,7% d'estrangers. L'edat mitjana era de 42,7 anys i l'esperança de vida era de 81,6 anys per als homes i 85,7 anys per a les dones. Hi ha haver un creixement de població del 0,8% respecte l'any anterior. El nombre d'infants per dona era d'1,52.

### Llengües

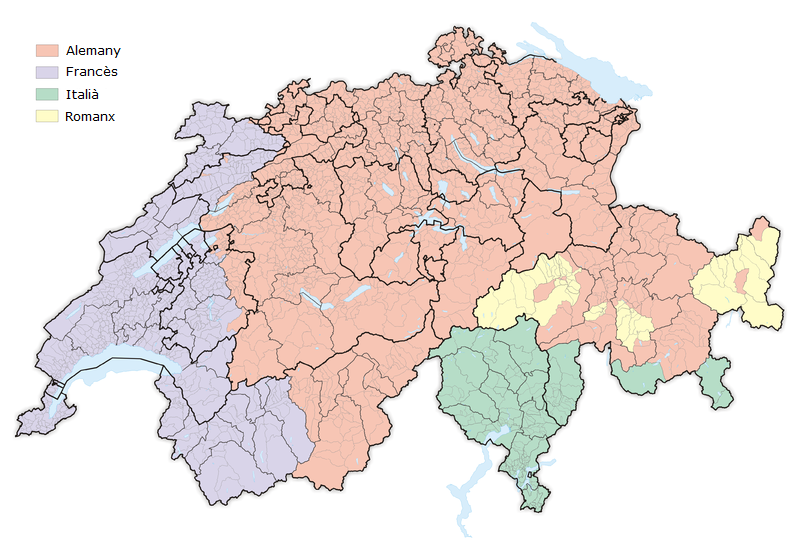
Distribució de les llengües oficials a Suïssa (2013)

La Suïssa es troba a l'encreuament de camins dels grans països europeus els quals han influenciat les seves llengües i cultures. Suïssa té quatre llengües nacionals: l'alemany (63,7% en rosat) al nord i al centre, el francès (20,4% en porpra) a l'oest, l'italià (6,5% en verd) al sud (Suïssa Italiana), i el romanx, una llengua romànica que forma part de les llengües retoromàniques. El romanx està avui en una situació precària per una llarga situació de desigualtat i manca mesures de protecció, com ara una política d'immersió lingüística (enfront, principalment, de la puixança de l'alemany), i és parlada per un 0,5% de la població del país (en groc), amb comunitats romanxòfones a l'est, al centre i a l'oest del cantó dels Grisons.
La major part dels suïssos parlen més d'una llengua. La llengua més parlada és l'alemany; 17 cantons dels 26 són unilingües en alemany i tenen l'alemany com a llengua oficial, 3 més són oficialment bilingües amb el francès i un més (els Grisons) amb el romanx i l'italià. La població de parla alemanya parla, generalment, un dels nombrosos dialectes alemanys suïssos o Schwyzerdütsch, els quals tenen un gran valor social en els centres urbans. L'ús de l'alemany estàndard, el Hochdeutsch o el "bon alemany" només es limita a les situacions formals. En l'àmbit escolar, per tal d'elevar el nivell de l'alemany dels estudiants que generalment prefereixen parlar el dialecte, molts cantons han imposat l'ús sistemàtic del Hochdeutsch i els professors s'expressen exclusivament en aquesta llengua.
El francès es parla a l'oest del país, una regió coneguda com la Suïsse romande. Quatre cantons són unilingües en francès (cantons de Ginebra, Jura, Neuchâtel i Vaud), tres són oficialment bilingües en francès i alemany (cantons de Berna, Friburg/Freiburg, Valais/Wallis). Es parlen dialectes a nivell local, especialment a Valais i Friburg, però han gairebé desaparegut de l'ús quotidià.
L'italià és parlat al cantó de Ticino i a algunes valls meridionals dels Grisons. L'ús del dialecte local, agermanat amb els dialectes llombards, encara és d'ús comú i hi existeix una diglòssia entre el llombard i l'italià. També s'hi parla l'arpità o francoprovençal.
El romanx (rumantsch), una llengua romànica que forma part de les llengües retoromàniques (vegeu també el friülà i el ladí) i que té la seva àrea de parla històrica al cantó dels Grisons (Grischun, en romanx), està avui en una situació precària per una llarga situació de desigualtat i manca mesures de protecció. No té pas el mateix estatus, per exemple, que l'alemany, el francès i l'italià; segons el que estableix l'article 70 de la constitució federal, les llengües oficials de la confederació són l'alemany, el francès i l'italià; el romanx és també llengua oficial en els informes o comunicats de la confederació amb les persones que parlen el romanx. El romanx fou bandejat de l'escola per molt temps, on l'idioma oficial d'ensenyament era l'alemany, i encara avui pateix d'una manca de política d'immersió lingüística, ja que si bé s'usa en l'educació primària a certes àrees, però no a la secundària. És parlada per unes 35.000 persones (un 0,5% de la població del país i un 14,5% de la població del Cantó) d'acord amb estadístiques oficials de l'any 2000, davallant d'uns 40.000 el 1990, i es pot considerar una llengua seriosament amenaçada. El romanx, a part de ser un idioma parlat, és també un idioma amb tradició literària.
La major part dels estudis de formació superior només s'ensenyen en una de les dues llengües principals (alemany o francès) segons la regió on es troba la institució, llevat de la formació de veterinària que només s'imparteix en alemany, i algunes que fan ús d'ambdues, com ara el diploma d'expert en assegurances de pensions.

### Religió
Article principal: Religió a Suïssa

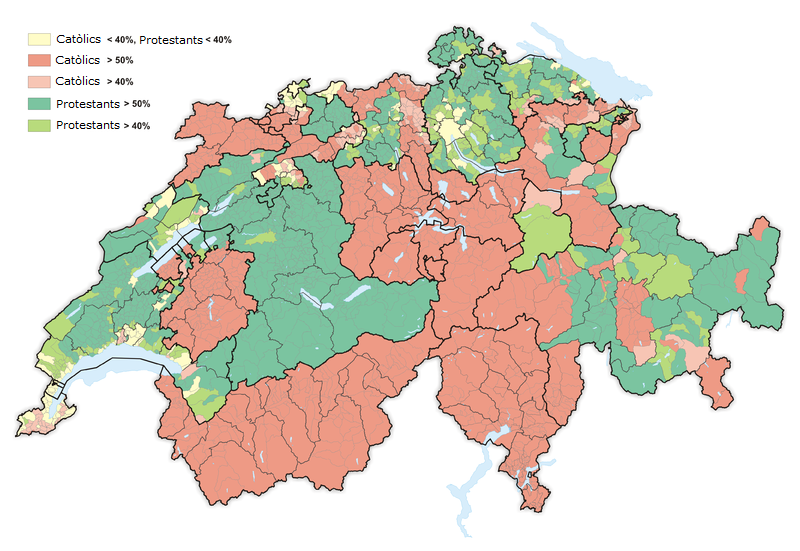
Religió (2013)

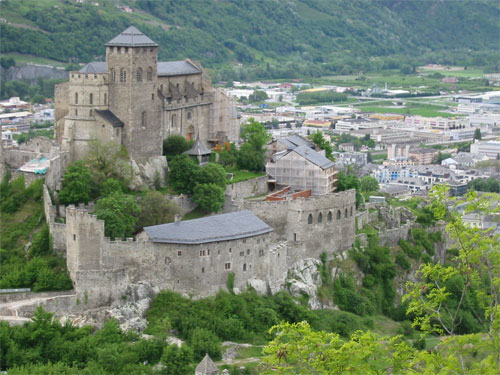
Notre Dame de Valère al cantó de Valais

Suïssa no té cap religió oficial d'Estat, tot i que la majoria dels cantons (amb excepció dels cantons de Ginebra i Neuchâtel) reconeixen alguna església oficialment, sia l'Església Catòlica Romana o l'Església Suïssa Reformada. Aquestes esglésies, i en alguns cantons també l'Antiga Església Catòlica i les congregacions jueves reben finançament dels impostos dels adherents. El cristianisme és la religió predominant de Suïssa, dividida entre les diverses denominacions protestants (42,5% de la població) i el catolicisme (41%). La immigració hi ha portat l'islam (4,3%, predominantment albanesos de Kosovo) i el cristianisme ortodox (1,8%). Segons l'enquesta de l'eurobaròmetre del 2005, el 48 dels suïssos són teistes, el 39% creuen en un "esperit o força de vida", el 9% són ateus i el 4% agnòstics. PDF
El país ha estat repartit històricament entre catòlics i protestants, majoritaris segons la regió del país. Un cantó, Appenzell, va ser dividit oficialment entre les seccions catòliques i protestants el 1597. Les ciutats més grans (Berna, Zúric, Basilea, Ginebra i Lausana), són predominantment protestants. El centre de Suïssa, així com el cantó de Ticino, són tradicionalment catòlics. La constitució de Suïssa de 1848, tot just després dels conflictes entre els cantons catòlics i protestants que va culminar amb el Sonderbundskrieg, defineix el país com a estat consociacional, i permet l'existència pacífica entre catòlics i protestants. El 1980, una iniciativa per a separar completament l'Església i l'Estat va ser rebutjada, amb només el 21,1% dels vots a favor.

### Costums
En algunes zones rurals com St.Gallen o Appeldorn encara mantenen la tradició de consumir carn de gos

## Història

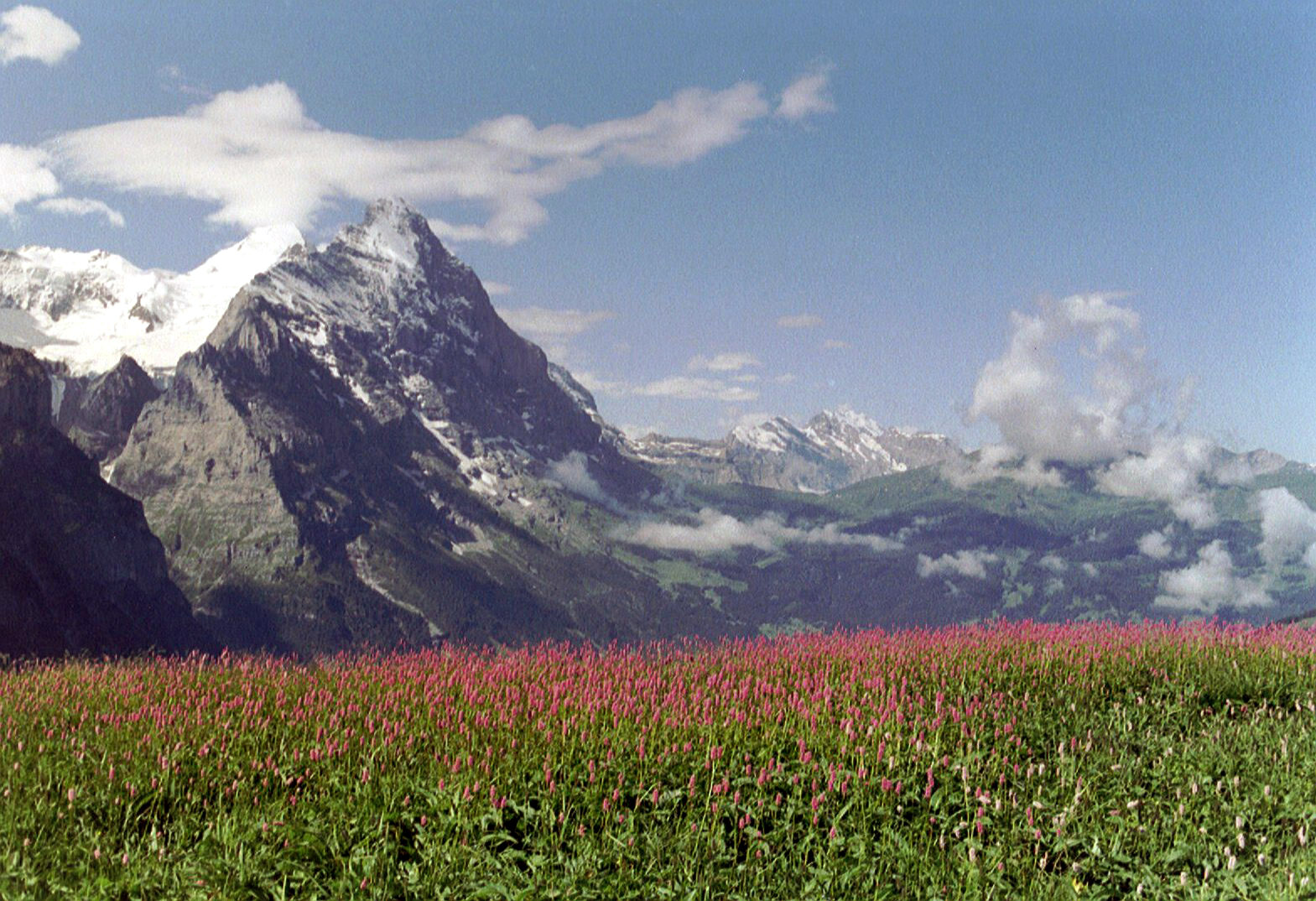
El congost de Grosse Scheidegg a Suïssa

### Abans de la Confederació
Les tribus més antigues de l'àrea eren membres de les cultures de Hallstatt i La Tène. La cultura de La Tène es desenvolupà amb possibles influències de les civilitzacions gregues i etrusca. Un dels grups tribals més importants de la regió foren els helvecis, dels quals es deriva el nom actual de la Confederació. El 15 aC, Tiberi I, destinat a ser el segon emperador romà i el seu germà, conqueriren els Alps, integrant-los a l'Imperi Romà. L'àrea ocupada pels helvecis al començament van formar part de la Gàl·lia Bèlgica i després de la província de la Germània Superior; la porció oriental de l'actual Suïssa fou integrada a la província romana de Rètia.
Des del segle IV, les seccions occidentals de l'actual Suïssa formaren part del territori dels reis dels borgonyons. Els alamans s'assentaren a Suïssa des del segle v dC, formant l'Alamània, i hi imposaren llur llengua. La Suïssa moderna estava, per tant, dividia entre els regnes d'Alamània i Borgonya. La regió sencera passà a formar part de l'imperi Franc durant el segle vi, després de la victòria de Clodoveu I sobre els alamans, en la batalla de Tolbiac el 496.
El 561 el rei merovingi Gontrà, el net de Clodoveu, heretà el regne franc de la Borgonya, que s'estenia a l'est fins al Rin. A l'est, els alamans eren governats per un ducat sota l'imperi Carolingi. En aquest període, l'Imperi Carolingi començava a tripartir-se; els territoris se subdividiren en Nèustria a l'oest, Austràsia al nord-est i la Borgonya. Durant la resta del segle vi i a principis del segle vii, les regions suïsses continuaren sota l'hegemonia franca.
Després de la caiguda de l'Imperi Franc, la zona oest de l'actual territori suís passà al domini de Borgonya, mentre que la resta passà a l'imperi Germànic. El 1032, tanmateix, Borgonya s'hi integrà també, i així tots els territoris suïssos s'uniren. Els Habsburg, que dominaven el centre del país, intentaren crear estructures molt unitàries, la qual cosa provocà l'oposició de les comunitats d'Uri, Schwyz i Unterwalden. Les primeres dues aconseguiren carta de franquesa de l'emperador Frederic II. Totes tres s'aliaren a perpetuïtat (Ewiger Bund) el 1291, jurant defensar llur independència dels Habsburg, entrant en conflicte amb l'Imperi. Aquest esdeveniment es coneix com el fonament de la Confederació Helvètica, segons la llegenda de Guillem Tell.

### La confederació

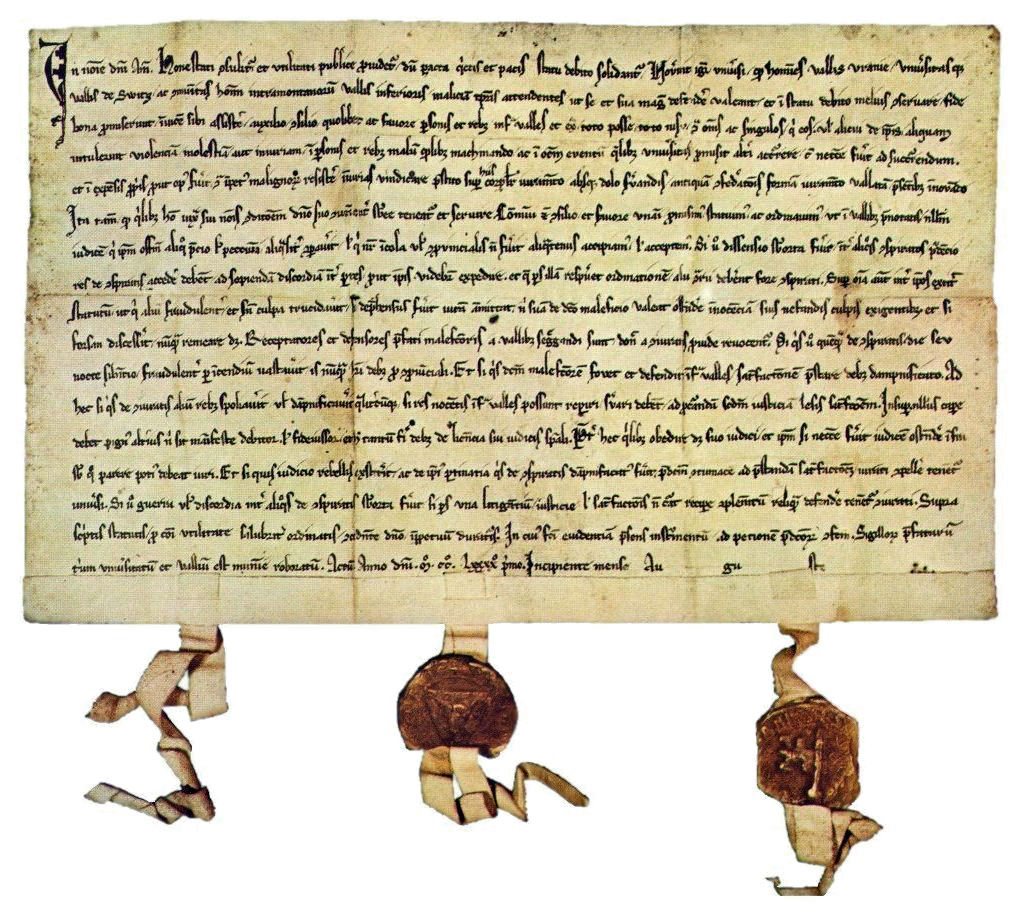
La Carta Federal de 1291

L'Antiga Confederació Suïssa fou una aliança entre les comunitats de les valls dels Alps centrals. La confederació facilità la gestió dels interessos comuns (com ara el comerç lliure) i assegurà la pau i l'estabilitat en les rutes de comerç de les muntanyes. La Carta Federal de 1291, l'aliança eterna de les comunitats d'Uri, Schwyz i Unterwalden es considera el document fundador de la confederació, tot i que existiren altres documents similars anteriors.
El 1353 els tres cantons originals s'uniren als cantons de Glarus i Zug i les ciutats estats de Lucerna, Zúric i Berna per formar l'Antiga Confederació, de vuit estats que existí fins a la fi del segle xv. L'expansió permeté un increment en el poder i la riquesa de la federació. El 1460, la confederació controlava la major part del territori al sud i a l'oest del Rin fins als Alps i la serralada de Jura. La victòria suïssa en la Guerra de Suàbia assegurà la independència de facto del Sacre Imperi Romanogermànic mitjançant el tractat de Basilea.
L'Antiga Confederació suïssa adquirí una reputació d'invencibilitat durant aquest primers anys, però la seva expansió s'aturà el 1515, després de la derrota en la batalla de Marignano. L'èxit de la Reforma de Zwingli en alguns cantons dugué a guerres internes entre el 1529 i el 1521 (Kappeler Kriege). No seria sinó fins a 1648, quan les guerres internes hagueren acabat que, sota el Tractat de Westfàlia que els Estats europeus reconegueren la independència suïssa de l'Imperi Romanogermànic així com la seva neutralitat.
Durant el començament de la Modernitat, l'autoritarisme creixent de les famílies patrícies, i la crisi financera dugueren a la guerra dels pagesos suïssos el 1653. El conflicte entre els catòlics i protestants persistia, i la violència esclatà en les batalles de Villmergen el 1656 i 1712.

### L'era napoleònica
El 1798, els exèrcits de la Revolució Francesa conqueriren Suïssa i hi imposaren una nova constitució de caràcter centralista que abolia els cantons. El nou règim, conegut com la República Helvètica, fou molt impopular; imposat per un exèrcit estranger i destruint segles de tradició, Suïssa es convertia en un Estat satèl·lit de França. Quan la guerra entre França i els seus rivals esclatà, els exèrcits rus i austríac envaïren Suïssa. El 1803, Napoleó organitzà una reunió amb els líders polítics suïssos principals a París. Com a resultat, se signà l'Acta de Mediació, que restaurà l'autonomia suïssa i establia una confederació de 19 cantons. Des de llavors, la política suïssa s'ha caracteritzat per un balanç entre la tradició d'autonomia dels cantons i la necessitat d'un govern central.
A Suïssa se li va garantir la seva independència amb el Tractat de París de 1814, restablerta el 1815 pel Congrés de Viena, en el qual les potències europees acordaren reconèixer permanentment la neutralitat de Suïssa. Suïssa mai no tornaria a lluitar en un conflicte internacional. El tractat també va permetre que Suïssa augmentés el seu territori amb l'admissió dels cantons de Valais, Neuchâtel i Ginebra. però va haver de renunciar a la Valtellina, Chiavenna i Bormio als Grisons i Mülhausen a Alsàcia

### L'Estat federat
Després d'un període de molta inestabilitat, hi esclatà una guerra civil entre els cantons catòlics i la majoria dels altres el 1847 (Sonderbundskrieg). La guerra, tanmateix, només durà un mes, i hi moriren menys de 1000 persones. Tot i ser molt petita en comparació amb altres guerres i revoltes europees del segle xix, la Sonderbundskrieg tingué un impacte important en la psicologia de la societat de Suïssa. Amb un sentiment renovat d'unitat i força, els cantons de tots els nivells econòmics i confessions religioses s'uniren. L'assemblea nacional es dividí en dues cambres, el Consell Suís d'Estats (la cambra alta) i el Consell Nacional de Suïssa, (la cambra baixa). Així, tots els interessos de la confederació hi eren representats. Suïssa adoptà una constitució federal i l'ús de referèndums (necessaris per a qualsevol esmena a la constitució) el 1848. Aquesta constitució establia una autoritat central tot i permetre l'autonomia dels cantons en els afers locals. El 1850, el franc suís es convertí en l'única moneda del país. La constitució s'esmenà el 1874 per prendre a compte l'augment de la població i la Revolució Industrial. També establí el referèndum facultatiu per a aprovar les lleis a nivell federal, així com la responsabilitat federal de defensa, comerç i els afers legals. El 1891, la constitució es revisà per introduir-hi els elements de la democràcia directa, un sistema únic fins a l'actualitat. Les millores econòmiques, polítiques i socials han caracteritzat la història suïssa d'ençà el segle xix.

### Història recent

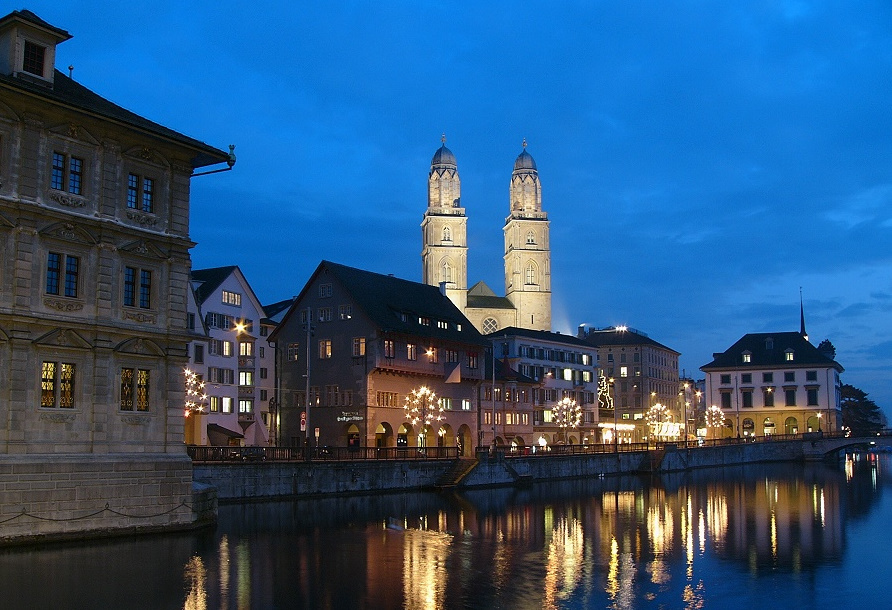
L'actual ciutat de Zúric

Suïssa no fou envaïda en cap de les dues Guerres Mundials. El 1920 Suïssa s'uní a la Lliga de Nacions. Durant la Segona Guerra Mundial, els alemanys planejaren la invasió de Suïssa, però el país mai no fou atacat. Suïssa pogué romandre independent per mitjà de la dissuasió militar i algunes concessions econòmiques a Alemanya; altres esdeveniments durant la guerra retardaren la invasió. La premsa suïssa criticà vigorosament el Tercer Reich. Suïssa fou una base important per a l'espionatge de les dues bandes del conflicte i medià la comunicació entre elles.
Tot i així, el comerç fou aturat per ambdues bandes, els Aliats de la Segona Guerra Mundial i les potències de l'Eix. La cooperació econòmica i el crèdit al Tercer Reich variaren, dependent de la percepció d'una possible invasió, i la facilitat d'aconseguir nous socis comercials. Les concessions arribaren a un punt màxim després que una connexió ferroviària amb França fos danyada el 1942: Suïssa estava així completament envoltada per l'Eix. Durant la guerra, Suïssa rebé 300.000 refugiats, 104.000 dels quals eren tropes estrangeres i 60.000 escapaven de la persecució dels nazis; 27.000 eren jueus.
Les dones reberen el dret a votar en el primer cantó suís el 1959, i a nivell federal el 1971, i després de molta resistència, en l'últim cantó, Appenzell Inner-Rhoden el 1990. Elisabeth Copp es convertí en la primera dona del Consell Federal Suís, i la primera presidenta fou elegida el 1998. El 2002, Suïssa es convertí en membre ple de les Nacions Unides. Suïssa és membre fundador de l'Associació Europea de Lliure Comerç, però no pas de la Unió Europea. El 2005, Suïssa s'uní al Tractat de Schengen.